# Phyllopodpsyllus
Phyllopodpsyllus är ett släkte av kräftdjur som beskrevs av T. Scott 1906. Phyllopodpsyllus ingår i familjen Tetragonicipitidae.
Kladogram enligt Dyntaxa:
| Phyllopodpsyllus | \| \| Phyllopodpsyllus bradyi \| \| \| \| \| \| Phyllopodpsyllus furciger \| \| \| \| |
|                  | \| \| Phyllopodpsyllus bradyi \| \| \| \| \| \| Phyllopodpsyllus furciger \| \| \| \| |
|                  | Aigondiceps                                                                           |
|                  |                                                                                       |
|                  | Pteropsyllus                                                                          |
|                  |                                                                                       |
|                  | Tetragoniceps                                                                         |
|                  |                                                                                       |
|                  | Phyllopodpsyllus bradyi                                                               |
|                  |                                                                                       |
|                  | Phyllopodpsyllus furciger                                                             |
|                  |                                                                                       |

|  | Phyllopodpsyllus bradyi   |
|  |                           |
|  | Phyllopodpsyllus furciger |
|  |                           |